# Tajna policja
Tajna policja – określenie służb specjalnych działających w dużej mierze w sposób tajny, używanych w szczególności do celów politycznych rządu, często z zastosowaniem metod terrorystycznych. Tajna policja jest często wykorzystywana przez reżimy autorytarne i totalitarne do ochrony władzy.
Od zwykłych służb policyjnych i organów ścigania różni się odmiennością zadań, odmiennością metod oraz brakiem transparentności w działaniu. Tajne policje są specjalnie przeznaczone do działań pozaprawnych, jak porwania, nielegalne uwięzienia, zmuszanie do określonych zachowań, tortury, wewnętrzne uchodźstwo, wymuszone zniknięcia i zamachy na przeciwników politycznych. Są odpowiedzialne jedynie przed władzą wykonawczą, a w niektórych przypadkach wyłącznie przed dyktatorem. Działają całkowicie lub częściowo tajnie, większość lub wszystkie ich operacje są ukrywane przed ogółem społeczeństwa i rządem z wyjątkiem najwyższych urzędników. Tajne agencje policyjne są często używane jako instrument represji politycznych. Państwa, w których tajna policja ma dużą władzę, są nazywane państwami policyjnymi. W teorii, tajna policja różni się od agencji bezpieczeństwa w nowoczesnych liberalnych demokracjach, ponieważ agencje bezpieczeństwa podlegają regulaminom, wymogom raportowania i innym miernikom odpowiedzialności. Tajne policje zatrudniają wewnętrznych szpiegów i cywilnych informatorów do znalezienia liderów protestów lub dysydentów, często także posługują się agentami prowokatorami w celu pobudzenia przeciwników politycznych do przeprowadzenia nielegalnych czynów przeciwko rządowi, po czym tacy oponenci mogliby zostać aresztowani. Często posługują się mistyfikacją, szantażem lub zmuszaniem do określonego zachowania krewnych albo przyjaciół podejrzanego. Są znane z nocnych nalotów na domy w celu schwytania podejrzanych. Osoby schwytane przez tajną policję często są arbitralnie aresztowane i więzione bez procesu ani oficjalnego postępowania sądowego, w niektórych przypadkach są skazywane przez sądy kapturowe w procesach pokazowych lub tajne trybunały. W niektórych państwach z funkcjonariuszy tajnej policji są tworzone szwadrony śmierci do wykonywania zamachów lub "zniknięć".
Przykłady tajnych policji: Opricznina (Carstwo Rosyjskie), Ochrana (Imperium Rosyjskie), Czeka (RFSRR), NKWD (ZSRR), Gestapo (III Rzesza), Kempeitai (Cesarstwo Wielkiej Japonii), Stasi (NRD), Biuro 610 (Chiny)[niewiarygodne źródło?], Securitate (Rumunia w epoce komunizmu), Ministerstwo Wywiadu Republiki Iranu (Iran), FSB (Rosja), KGB (Białoruś), KDS (Bułgarska Republika Ludowa), Sigurimi (Albania w epoce komunizmu).